# Married Love
Married Love or Love in Marriage é um livro pela acadêmica britânica Marie Stopes. Esse foi um dos primeiros livros discutindo abertamente a contracepção.
O livro começa afirmando que "Hoje, mais do que nunca, são necessários lares felizes. Espero que este livro possa servir ao Estado aumentando seu número. Seu objetivo é aumentar as alegrias do casamento e mostrar quanta tristeza pode ser evitada."
O prefácio afirma que era um livro destinado a ensinar aos casais casados como ter um casamento feliz, incluindo o 'bom sexo' - e, portanto, estava oferecendo um serviço ao 'Estado' ao reduzir o número de pessoas afetadas por casamentos fracassados.
A questão central é como o "desejo de liberdade" e a "exploração física e mental" podem ser equilibrados com os limites da monogamia e da criação de uma família. A resposta não está "na liberdade de vagar à vontade", mas em um "amor pleno e perfeito". Na lexicografia de Stopes, amor significa sexo e "acesso ao conhecimento de como cultivá-lo".

## História da publicação
Stopes já havia publicado livros baseados em seu trabalho como cientista pesquisadora. Entretanto, os editores - ambos acadêmicos e mainstream - dos quais ela se aproximou para Married Love sentiram que o assunto era muito controverso e recusaram. Sua publicação foi finalmente financiada por Humphrey Roe, um empresário de Manchester e ativista do controle de natalidade, com quem Stopes se casaria mais tarde. Roe pagou as £200 exigidas pela pequena firma editorial Fifield & Co. que publicou Married Love em março de 1918.
Ele esgotou rapidamente e estava em sua sexta impressão em quinze dias.
O Serviço de Alfândega dos EUA baniu o livro como obsceno até 6 de abril de 1931, quando o juiz John M. Woolsey revogou essa decisão. Woolsey foi o mesmo juiz que em 1933 levantaria a proibição de Ulysses de James Joyce, permitindo sua publicação e circulação nos Estados Unidos da América.
Foi o primeiro livro a notar que o desejo sexual das mulheres coincide com a ovulação e o período imediatamente anterior à menstruação. O livro argumentava que o casamento deveria ser uma relação igualitária entre os parceiros. Embora oficialmente desprezado no Reino Unido, o livro passou por 19 edições e vendas de quase 750,000 cópias em 1931.
Em 1935, uma pesquisa com acadêmicos americanos disse que Married Love foi um dos 25 livros mais influentes dos 50 anos anteriores, à frente de Relativity de Albert Einstein, Interpretation of Dreams de Sigmund Freud, Mein Kampf de Adolf Hitler e The Economic Consequences of the Peace por John Maynard Keynes.
O livro foi a base para uma adaptação para o cinema mudo britânico de 1923, Married Love, dirigido por Alexander Butler.